# هنری گریر (بازیکن هاکی روی چمن)
هنری گریر (انگلیسی: Henry Greer; ۱۱ اکتبر ۱۸۹۹ – ۲۰ ژوئیهٔ ۱۹۷۸) بازیکن هاکی روی چمن اهل ایالات متحده آمریکا بود.